# Meravigliosa (la Luna)
Meravigliosa (la Luna) è un singolo del cantautore italiano Francesco Renga, pubblicato il 2 ottobre 2004 come secondo estratto dal terzo album in studio Camere con vista.

## Descrizione
Renga ha dichiarato che il brano è nato da un giro di pianoforte, incisa "al volo" su un registratore domestico, per evitare di dimenticarlo.
Il singolo ha ottenuto un buon successo in madrepatria, giungendo in cima alla classifica radiofonica.

## Video musicale
Il video comincia con Renga al volante di un'automobile decappottabile bianca, che parcheggia sotto un cartellone pubblicitario, dal design vagamente anni sessanta che recita "Meravigliosa la Luna", su cui è disegnata una ragazza con a fianco proprio la luna. Renga sceso dalla macchina entra da un barbiere, dove tutti gli avventori che aspettano il proprio turno battono il piede a ritmo con la canzone. Ad un certo punto entra nel negozio un boss malavitoso che si fa tagliare i capelli e poi se ne va. C'è una bella donna che fa la manicure ed indossa una minigonna. Alla fine del video Renga ritorna in auto, ma viene schiacciato dalla Luna che dal cartellone è caduta sulla sua vettura.

## Tracce
1. Meravigliosa (la Luna) – 4:07